# Äggröran 3
Äggröran 3 är den tredje skivan i en serie av samlingsskivor med mestadels svenska punkband. Skivorna släpps av Ägg Tapes & Records.

## Låtlista
1. K.K.P.A - Instru
2. DOCTOR HERRMAN - Finsk blues
3. KOKT GRUS - Laglös
4. HYDROGENIUM - Kul att vara ful(l)
5. HYDROGENIUM - Heikki bor på Råby
6. VECKANS KLUBBA - Vem har snott min sprit
7. DENISE & RAGGARFÖRENINGEN FRÅN FARSTA - Det svänger hårt
8. Troublemakers - En kväll i tunnelbanan
9. Troublemakers - Dyra droppar
10. The Kristet Utseende - I skuggan av korset
11. Vrävarna - Alcosanal
12. Vrävarna - Töm din pung i min vröv
13. Mimikry (musikgrupp) - En kungens man
14. BARBARAS GRANNAR - Mycké käft
15. K.K.P.A - I min värld
16. K.K.P.A - Ann Nicole Smith
17. COSA NOSTRA - Hets
18. PREDATOR - Cybersex
19. DC MORF - ..hem igen
20. BOOZTER PALLUS - En döende kropp
21. CARPE DIEM - Rikets sal
22. SPILURUM - Lösningen
23. STEN & STALIN - Bengt
24. E.A.K - Stolt arbetare
25. E.A.K - Sådan är kapitalismen
26. BOMBFORS - Kugghjul
27. CRUCIFIX - Respekt för äldre
28. Ölhävers - Eu